# Municipio de Americus (Kansas)
El municipio de Americus (en inglés: Americus Township) es un municipio ubicado en el condado de Lyon en el estado estadounidense de Kansas. En el año 2010 tenía una población de 1503 habitantes y una densidad poblacional de 6,64 personas por km².

## Geografía
El municipio de Americus se encuentra ubicado en las coordenadas 38°31′41″N 96°17′3″O / 38.52806, -96.28417. Según la Oficina del Censo de los Estados Unidos, el municipio tiene una superficie total de 226.37 km², de la cual 224,49 km² corresponden a tierra firme y (0,83 %) 1,88 km² es agua.

## Demografía
Según el censo de 2010, había 1503 personas residiendo en el municipio de Americus. La densidad de población era de 6,64 hab./km². De los 1503 habitantes, el municipio de Americus estaba compuesto por el 96,87 % blancos, el 0,13 % eran afroamericanos, el 0,13 % eran amerindios, el 0,27 % eran asiáticos, el 0,4 % eran de otras razas y el 2,2 % eran de una mezcla de razas. Del total de la población el 2,86 % eran hispanos o latinos de cualquier raza.